# Three Rivers (Michigan)
Three Rivers – miasto w Stanach Zjednoczonych, w stanie Michigan, w hrabstwie St. Joseph.